# Silius Italicus

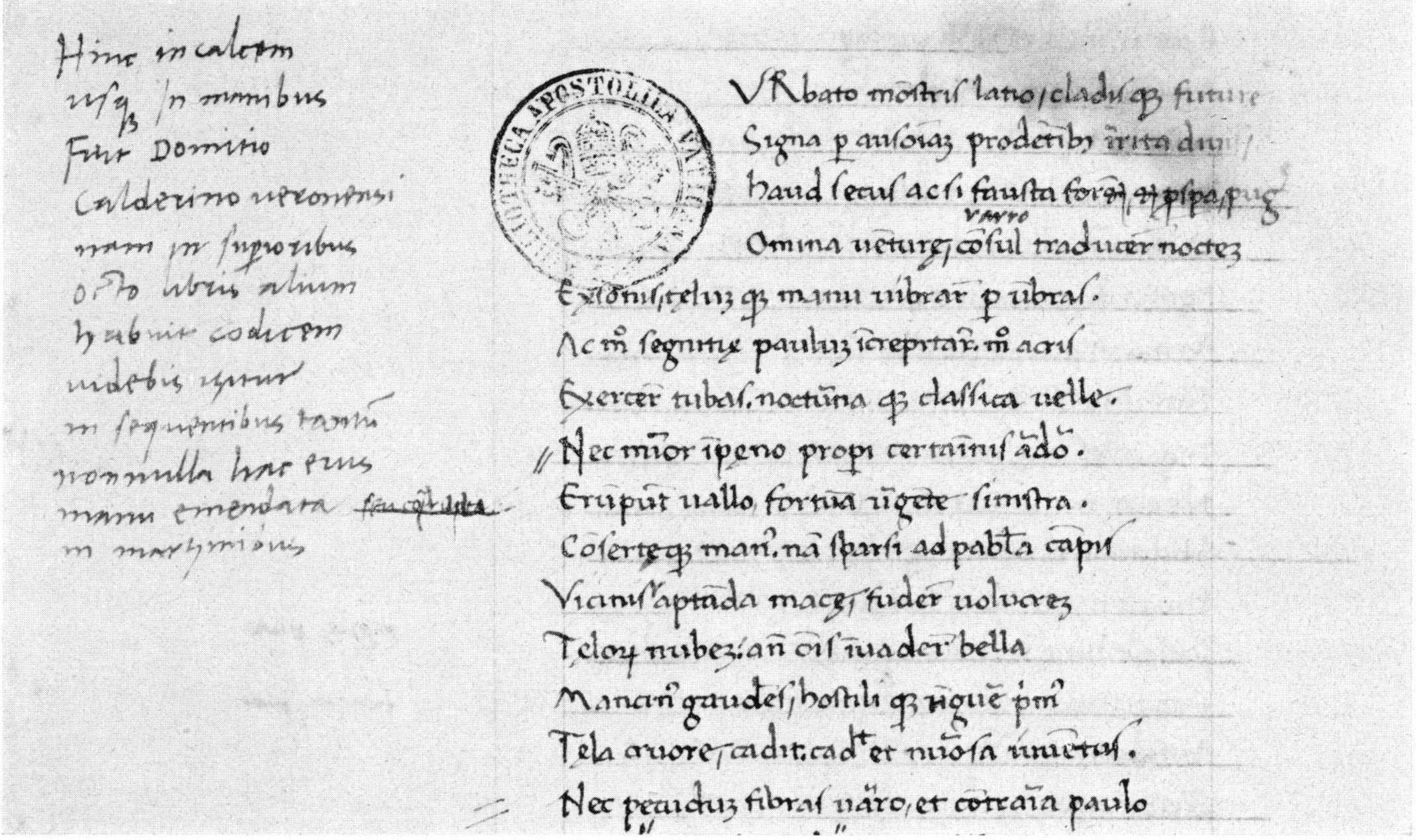
Silius Italicus, Punica 9,1–15, mit Randbemerkungen von Domizio Calderini in einer Handschrift des 15. Jahrhunderts. Rom, Biblioteca Apostolica Vaticana, Vaticanus Ottob. lat. 1258, fol. 102v

Tiberius Catius Asconius Silius Italicus (* um 25 n. Chr.; † um 100 n. Chr.) war ein römischer Politiker und Dichter. Er verfasste die Punica, ein Epos über den zweiten Punischen Krieg, das in 17 Büchern über 12.000 Verse umfasst. Sein Werk ist nicht nur eines der bedeutendsten Epen der nachklassischen Lateinischen Literatur, sondern auch das umfangreichste lateinische Epos, das aus der Antike überliefert ist.
Gegen die Punica erhoben neuzeitliche Altphilologen lange den pauschalen Vorwurf, dass sie stilistisch nicht zu den Glanzstücken ihrer Zeit zählte und teilweise epigonale Züge gegenüber den Augusteischen Dichtern Vergil und Ovid zeige, die Silius verehrte. Daher sind Silius Italicus und sein Werk erst in der zweiten Hälfte des 20. Jahrhunderts Gegenstand umfassender sprachlicher Analysen und Würdigungen in der neueren Forschung geworden.

## Leben
Silius’ Geburtsort ist unbekannt. Aus seinem Cognomen Italicus wurde geschlossen, dass er aus Italica in Hispanien stamme, doch Römische Namenskonventionen würden hier die Form Italicensis erfordern. Martial, der Silius mehrere Epigramme widmete, nannte ihn nicht unter den literarischen Berühmtheiten Hispaniens aus der 2. Hälfte des 1. Jahrhunderts. Die Vermutung, Silius sei aus Italica, der Hauptstadt der italischen Föderation aus dem Bundesgenossenkrieg, ist ebenfalls unbelegt. Wahrscheinlich waren Ahnen von ihm Mitglieder einer italischen Gemeinschaft, wie sie in Inschriften auf Sizilien und anderswo auftauchen. Der Beiname Italicus wäre in diesem Fall als Titel anzusehen.
In jungen Jahren war Silius ein bekannter Redner vor Gericht, später war er Politiker im Senat, wenn auch mit wenig Ehrgeiz für seinen Stand. Den Kaisern, unter denen er lebte, erschien er jedenfalls wenig anstößig. Forscher nehmen daher an, dass Silius seinen Schutz und seinen Aufstieg zum Konsul unter Nero mit Reden in gerichtlichen Schauprozessen gesichert habe. Seine rednerischen Fähigkeiten seien den Angeklagten, die beim Kaiser in Ungnade gefallen waren, oft zum Verhängnis geworden. In Neros Todesjahr 68 n. Chr., dem sogenannten Vierkaiserjahr, wurde Silius Konsul. Tacitus nennt ihn als einen von zwei Zeugen der Unterredung zwischen Flavius Sabinus, Vespasians älterem Bruder, und Vitellius, dem Imperator der Niedergermanischen Armeen, der zu diesem Zeitpunkt als Kaiser in Rom herrschte. Flavius Sabinus wollte in diesem Gespräch Vitellius überreden, auf die Herrschaft zu verzichten, da die Truppen des neu gewählten Vespasians bereits aus der östlichen Provinz Mösien auf die Hauptstadt marschierten.

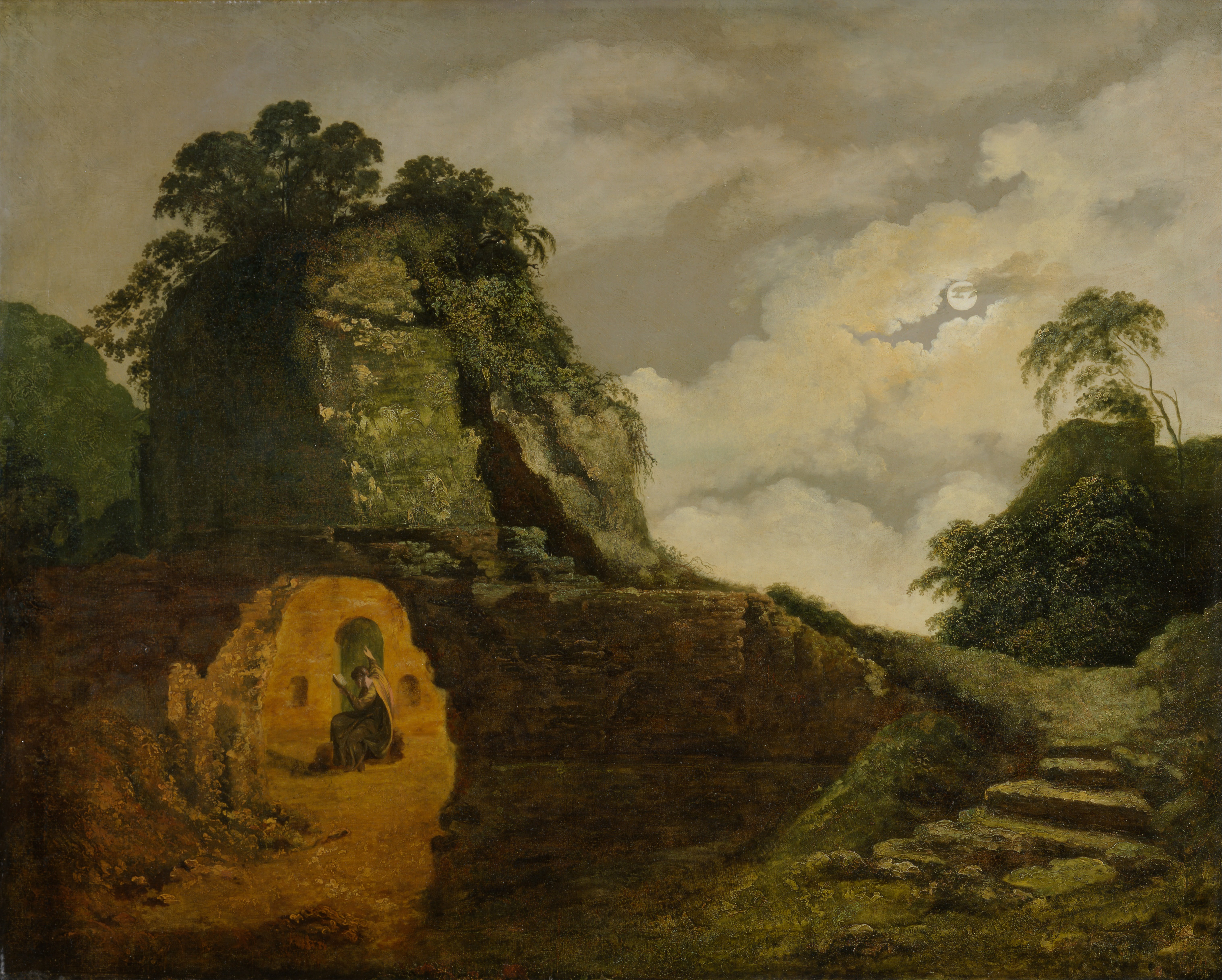
Silius Italicus studiert am Grab Vergils in Neapel (Joseph Wright of Derby, Öl auf Leinwand 1779)

Silius’ Leben nach dem Jahr des Konsulats beschreibt Plinius der Jüngere. Er arrangierte sich mit dem Luxus liebenden Kaiser Vitellius und wurde Prokonsul der Provinz Asia. Nach seiner Statthalterschaft in Asien zog er sich noch unter der Dynastie der Flavier ins Privatleben zurück und widmete sich in seinem otium der Schriftstellerei. Wie viele idealisierte Darstellungen der Zeit beschreibt auch Martial den Gegensatz zwischen Silius’ politischer Aktivität und seinem Ruhestand als Verlagerung des negotium (latein. „Geschäftlichkeit“) in der Stadt zum otium auf das Land, was eine Verlängerung der politischen Tätigkeit ins Private bedeutete. Daher sei der Einfluss der Ciceronianischen Rhetorik auf Silius’ späteres Epos besonders hoch.
Sein Gedicht enthält nur zwei Passagen zu den Flaviern; in beiden wird Domitian als Krieger gepriesen, in einer tritt er als Sänger auf, dessen Leier süßer klinge als die von Orpheus. Silius war ein Schüler der kaiserzeitlichen Stoa, Förderer von Kunst und Literatur und ein passionierter Sammler. Zwei große Römer aus seiner Vergangenheit, Cicero und Vergil, wurden von ihm idealisiert und in einer kultischen Weise verehrt. Er war im Besitz ihrer Landgüter in Tusculum und Neapel. Sein Alter verbrachte Silius an der kampanischen Küste in der Nähe von Vergils Grab, dem er die Huldigung eines Anhängers entgegenbrachte.
Silius soll Selbstmord begangen haben. Er hungerte sich zu Tode, nachdem er erfuhr, dass er an einem unheilbaren Tumor litt. Diese grausam anmutende Art der Selbsttötung war für einen Anhänger der Stoischen Philosophie typisch, da die Beendigung eines nicht lebenswerten Lebens aus stoischer Sicht als der weiseste Weg menschlicher Tugend galt. Nach Plinius wurde Silius 75 Jahre alt.

## Werk

### Das historische Epos
Ob Silius sich verpflichtet sah, seine philosophischen Dialoge aufzuschreiben oder nicht, ist nicht bekannt. Zufällig ist sein Epos Punica in 17 Büchern mit etwa 12.000 Zeilen erhalten geblieben. Das epische Gedicht hat den historischen Stoff des Zweiten Punischen Krieges zum Thema. Das historische Epos hatte in Rom eine lange Vorgeschichte. Seit dem altlateinischen Dichter Gnaeus Naevius erfuhren große militärische Auseinandersetzungen der Römer oft die Behandlung in einer solchen Form der Dichtung. Silius und Lucan sind zwei Vertreter des historischen Epos aus der Neronischen Zeit.
In einer bekannten Passage beschreibt Petronius demonstrativ die Schwierigkeiten bei diesem historischen Motiv. Ein Dichter, sagt er, der das weite Thema „Bürgerkriege“ schultere, bräche, bis er alles Wissen zusammen habe, unter der Last zusammen, da er nicht nur die Fakten berichten, was die Historiker deutlich besser könnten, sondern für die Abschweifungen, für die Einführung göttlicher Wesen in die Szenerie, und für die mythologische Einfärbung des Themas einen in alle Richtungen freien Geist besitzen müsse. Die lateinischen Gesetze des historischen Epos wurden durch Ennius festgelegt und waren noch gültig, als Claudian schrieb. Sie wurden niemals ernsthaft verletzt, außer durch Lucan, der die dei ex machina seiner Vorgänger durch den weiten, düsteren und eindrucksvollen stoischen Gedanken des Schicksals ersetzte.
Silius war einer von vielen Römern des frühen Prinzipats, der sich mutig zu den Ansichten des Stoizismus bekannte. Anders als bei Lucan ist dieses Gedankengut jedoch weniger in sein Werk eingeflossen. Silius lehnte sich in seinem Werk an zwei Vorbilder an: Einerseits übernahm er Bilder und Gedanken von Epiktet, den er als einen der größten Philosophen ansah, andererseits folgte er den Lehren des Stoikers, Rhetorikers und Grammatikers Cornutus, dem er sogar einen Vergil-Kommentar widmete.
Mit seinem umfangreichen Wissen hatte Silius exzellente Voraussetzungen für jeden einzelnen Bestandteil des konventionellen historischen Epos. Und obwohl er nicht von Quintilian beim Namen genannt wird, ist er vermutlich bei der Erwähnung der Gruppe von Dichtern mit gemeint, die schrieben, um ihr Wissen zu demonstrieren. Er betonte auch unwichtige Momente in der Geschichte, sofern sie malerisch zu schildern waren. Dagegen überging er wichtige Ereignisse, wenn sie sich nicht für heldenhafte Darstellungen eigneten. Seine Helden waren wie bei Homer den Leidenschaften und Launen der Götter unterworfen. Silius wandelte Ereignisse und Gleichnisse aus der Mythologie oder Geschichte Roms und Griechenlands leicht ab und fügte sie in sein Epos ein, auch wenn es dem Thema nicht angemessen war. Er tat dies mit einer für seine Zeit ungewohnten Einfachheit, aber auch mit kultivierter Anmut und Geschmack.
Zwei starre Vorgaben für ein antikes Epos waren: reichlich Gleichnisse und viele Zweikämpfe. Aber weil die dabei geschilderten Heldentaten längst ohne große Variationen ausgearbeitet waren, brachten die Wiederholungen wenig Neues. Silius hatte jedoch perfektes dichterische Bewusstsein, gepaart mit knappen Spuren poetischer Kreativität. Kein Schriftsteller wurde korrekter und einheitlicher durch Zeitgenossen und Nachfolger gleichermaßen beurteilt. Nur Martial schmeichelte ihm, indem er seinen Freund auf Augenhöhe mit Vergil sah. Der jüngere Plinius sagte höflich, dass Silius seine Gedichte mit mehr Fleiß als Talent schrieb, und dass er, wenn er sie nach der Mode der Zeit vor Freunden rezitierte, gelegentlich entdeckte, was man wirklich von ihnen dachte. Es ist daher erstaunlich, dass das Gedicht erhalten geblieben ist. Silius wird nach Plinius von keinem antiken Schriftsteller außer Sidonius Apollinaris  mehr erwähnt.

### DiePunica
Das einzige von Silius erhaltene Werk, die Punica (Libri Punicorum bellorum, dt. „Die Bücher vom Punischen Kriege“), umfasst 12.202 Verse und ist damit das längste zusammenhängende Gedicht, das aus der Römischen Antike vorliegt. Die strittige Einteilung in 17 fertige Bücher erregte bei zahlreichen Forschern den Verdacht, dass der Dichter es hier nicht fertiggebracht habe, trotz seiner klassischen Vorbilder, in deren Tradition er sich bewegte, eine Einteilung in eine Anzahl der klassischen epischen Zahlensymbolik vorzunehmen. Die Epiker bevorzugten tetradische oder hexadische Einteilungen, bzw. deren vielfache. Walter Kißel nahm an, dass Silius ursprünglich eine dreifache Hexade, also 18 Bücher entwerfen wollte, durch seine Krebserkrankung jedoch zeitlich nicht mehr in der Lage war, das Werk in dieser Form zu vollenden. Ein Werk mit 18 Büchern hätte sein Pendant in Ennius überlieferten Annales gehabt, einem der berühmtesten historischen Epen des Römischen Altertums, in dem ebenfalls der Zweite Punische Krieg behandelt wird. Andere Ansätze zur Zahlensymbolik verfolgten Michael von Albrecht und Karl Heinz Niemann. Während letzterer die Zahl als gewählt und vom Autor gewollt hinnahm, brachte von Albrecht Beispiele aus der klassischen Tradition für 17 Stücke umfassende Werke. Sowohl Kallimachos' Iamben als auch die daran angelehnten Horazischen Epoden umfassen 17 Stücke. Ähnlichkeit findet sich auch zur Appendix Vergiliana, die ohne Sphragis 17 Gedichte enthält.
Den Stoff und die Quellen für die Punica lieferten hauptsächlich Livius’ dritte Dekade in seiner Weltgeschichte ab urbe condita (umfassend die Bücher 31–45) und Passagen aus Ennius' Annales, die im Original nicht mehr erhalten sind. Weitere Geschichtsschreiber zum Krieg mit Hannibal, die als Quellen gedient haben könnten, sind nicht auszuschließen. Viele Werke des nachklassischen und späten klassischen saeculum liegen bekanntlich nicht in der Überlieferung vor. Die Fakten werden üblicherweise im ursprünglichen Zusammenhang und ihrer historischen Reihenfolge präsentiert. Der Geist der punischen Zeiten wird selten missverstanden – wie zum Beispiel wenn eine geheime Abstimmung der Wahl von Gaius Flaminius und Varro zugebilligt wird, und vornehme Römer geschildert werden, wie sie ausgerüstet wie Gladiatoren miteinander diskutieren.
Die Anlage des Epos folgt der der Ilias und der Aeneis, es ist gedacht als Duell zwischen zwei mächtigen Staaten und parallelen Meinungsverschiedenheiten bei den Göttern. Scipio und Hannibal sind die beiden großen Helden, die den Platz von Achilles und Hektor einerseits, Aeneas und Turnus andererseits, einnehmen, während die kleineren Figuren in den Farben Vergils oder Homers gezeichnet sind. In den Charakterskizzen ist der Dichter weder kräftig noch stimmig. Seine Phantasie war zu schwach, um die Handelnden mit Deutlichkeit oder Individualität auszustatten. Sein Hannibal ist am Anfang offensichtlich eine Verkörperung von Grausamkeit und Verrat, der Inbegriff all dessen, was die Römer mit dem Begriff Punier verbinden. Aber im Verlauf des Gedichts wurde dem Dichter seine Größe klar, was er an vielen Stellen verrät. Folglich nennt er Scipio Hannibal von Ausonien; er lässt Juno dem karthagischen Feldherrn versichern, dass wenn das Glück es ihm beschert hätte, als Römer geboren zu werden, wäre ihm ein Platz unter den Göttern sicher gewesen; und, als das knauserige Monster des ersten Buchs im 15. Marcellus ein prächtiges Begräbnis zugesteht, ruft der Dichter: Es würde Dir behagen, wenn es ein Haupt Sidons wäre, das gefallen ist. Silius verdient wenig Mitleid für den fehlgeschlagenen Versuch, Scipio Hannibal gleichwertig zu machen und als Gegenstück zu Achilles in Tapferkeit und Prestige aufzubauen. Er wird in diesem Prozess als Figur fast so mythisch wie Alexander der Große im Mittelalter. Unter den Nebenfiguren sind Fabius Maximus Verrucosus, eine offensichtliche Kopie von Lucans Cato, und Lucius Aemilius Paullus, der in der Schlacht von Cannae getötete Konsul, der wie ein echter Mensch kämpft, hasst und stirbt, am besten gezeichnet.
Selbstverständlich war es für Silius eine religiöse Frage, all die markanten Episoden von Homer und Vergil zu wiederholen und anzupassen. Hannibal muss einen Schild von wunderbarer Verarbeitung haben – wie Achilles und Aeneas; da Aeneas in den Hades hinabstieg und eine Vision der Zukunft Roms hatte, muss Scipio seine Offenbarung aus dem Himmel erhalten; die Trebia, an Körpern würgend, muss sich wie Xanthus in Wut erheben, und von Vulcanus in die Flucht geschlagen werden; an Stelle von Vergils Camilla muss es eine Asbyte geben, numidische Amazone vor Sagunt. Die schöne Rede, die Euryalos hält, als Nisos ihn verlassen will, ist zu gut, um weggeworfen zu werden – ein wenig aufgeputzt kann sie als Abschiedsgruß der Imilke an ihren Ehemann Hannibal dienen. Die vielen Schlachten werden im Allgemeinen – den epischen Regeln folgend – zu Zweikämpfen umgeschrieben, ermüdend manchmal schon bei Homer, häufiger noch bei Vergil, schmerzlich bei Silius. Die verschiedenen Komponenten des Gedichts sind recht gut miteinander verwoben, und die Übergänge sind nur selten unnötig abrupt; dennoch sind gelegentlich Ereignisse und Episoden mit der Belanglosigkeit eines modernen Romans eingeführt. Der Auftritt der Götter hingegen wird im Allgemeinen würdig und angemessen gehandhabt.
Bei der Wortwahl und bei Einzelheiten wird generell eher Kraft als Geschmack vermisst. Die Metrik ist glatt und monoton, hat etwas von Vergils Lieblichkeit, obwohl vermindert, aber nichts von Vergils Abwechslung und Stärke. Das Niveau wird selten zu einem Flug in Regionen echten Pathos’ und echter Schönheit verlassen, aber auch nicht für einen Abstieg ins Lächerliche oder Abstoßende. Es gibt wenig Absurditäten, aber die zurückhaltende Kraft ist abgerichtete Wahrnehmung, und ein bodenständiger Sinn für Humor – bei Homer immer präsent, bei Vergil nicht immer abwesend, bei Lucan manchmal ernsten Ausdruck findend – fehlt bei Silius völlig. Die Ansprache Annas, Didos Schwester, an Juno nötigt ein Lächeln ab: Obwohl beim Tod ihrer Schwester vergöttlicht und seit einigen Jahrhunderten bereits Himmelsbewohnerin, trifft Anna Juno erstmals zu Beginn des Zweiten Punischen Kriegs, missbilligt den Ärger der Himmelskönigin, der zur Verwüstung Karthagos führte – und stellt sich selbst auf die Seite Roms. Hannibals Abschiedsrede an sein Kind ist auch komisch: er erkennt in den Klagen des einjährigen Kleinkinds die Saat seiner eigenen Wut. Aber Silius könnte man für tausend weitere Schwächen vergeben, wenn er nur in wenigen Dingen Stärke gezeigt hätte. Die größten Szenen misslingen ihm; die Behandlung von Hannibals Alpenüberquerung zum Beispiel bleibt unermesslich weit hinter Lucans leidenschaftlicher Skizze von Catos weit weniger spannendem Marsch durch die afrikanische Wüste zurück.
Dennoch ist in Silius’ großer Schwäche auch Verdienst zu erkennen. Er versucht zumindest nicht substanzielle Mängel durch verdrehte rhetorische Überheblichkeit und gewaltsame Übertreibungen zu verbergen. In seinem Ideal lateinischen Ausdrucks kommt er seinem Zeitgenossen Quintilian nahe und hält sich entschieden abseits von der Grundhaltung seiner Zeit. Vielleicht war sein Bestreben, Erfolg bei wichtigen Männern der Zeit zu haben, nicht gänzlich die Ursache seiner Fehler. Seine Selbstkontrolle entgleitet ihm kaum; sie besteht die Probe der Kriegsgräuel, und die Einflussnahme der Venus auf Hannibal in Capua. Nur wenige Passagen verraten die wahre Extravaganz der Silbernen Latinität. In der Vermeidung rhetorischer Kunstgriffe und epigrammatischer Antithesen steht Silius in bemerkenswertem Kontrast zu Lucan. Als Dichter verdient er kein hohes Lob, er ist aber ein einzigartiges Beispiel und vielleicht das Beste aus einer einmal großen Klasse, und so ist die Tatsache, dass sein Gedicht unter den Überresten der lateinischen Literatur erhalten blieb, am Ende doch ein Glücksfall.

## Textüberlieferung
Das Gedicht wurde 1416 oder 1417 von Poggio Bracciolini in einem Manuskript entdeckt, möglicherweise in Konstanz. Von dieser heute verlorenen Edition stammen alle existierenden ab (die durchweg aus dem 15. Jahrhundert datieren). Ein wertvolles Manuskript aus dem 8. oder 9. Jahrhundert, das in Köln von L. Carrion im späten 16. Jahrhundert gefunden wurde, verschwand kurze Zeit später wieder.
Zwei editiones principes, die nicht vor das Jahr 1471 datieren, stammen aus Rom. Spätere Ausgaben des Werks, über siebzig an der Zahl, stammen unter anderem von Nikolaes Heinsius dem Älteren (1600), Arnold Drakenborch (Utrecht 1717), der einen heute noch wertvollen Kommentar beigab, Johann Christian Gottlieb Ernesti (Leipzig 1791), G. A. Ruperti (Göttingen 1795/1798), dessen vorzüglichen Kommentar Jules Lemaître (Paris 1823) fortführte, und L. Bauer (Leipzig: Teubner 1890/1892). Erst die kritische Ausgabe von Josef Delz (1987) bietet einen soliden Text, der auch viele irrige Emendationen früherer Humanisten ausscheidet.

## Rezeption

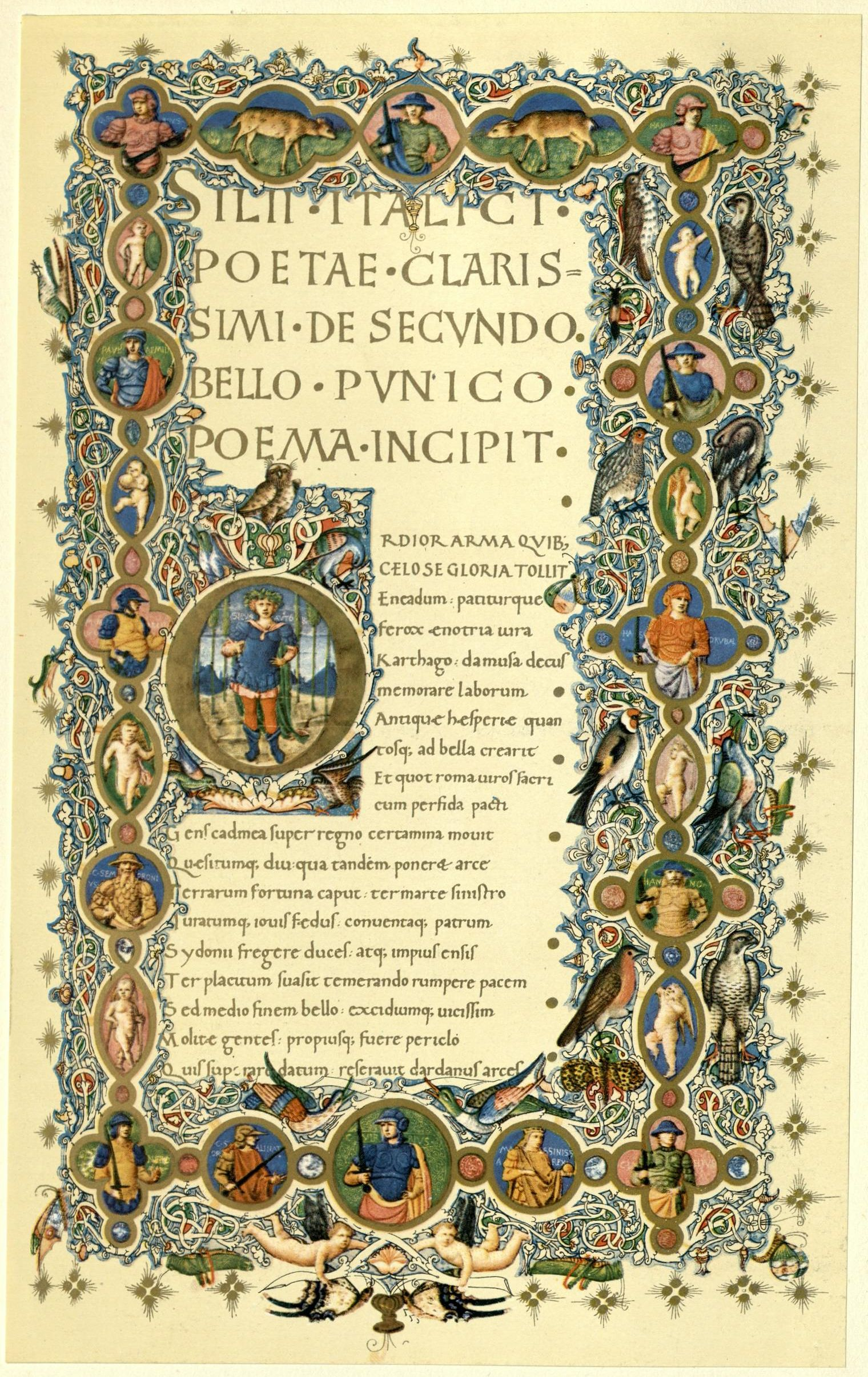
Der Anfang der Punica in der Handschrift Venedig, Biblioteca Nazionale Marciana, Lat. XII, 68 (colloc. 4519), fol. 3r (15. Jahrhundert)

Nach dem Erstdruck seines Werkes 1471 erfreute sich Silius zunächst häufiger Lektüre und Nachahmung, besonders in England. Seit Mitte des 16. Jahrhunderts bis in die neuere Literaturgeschichte zog eine Geringschätzung des Dichters Silius Italicus ein, die vor allem von einem lapidaren, stark abschätzigen Urteil Julius Caesar Scaligers in dessen postum 1561 veröffentlichten Poetices libri septem herrührt.
Non nervos, non numeros, non spiritum habet. Adeo vero ab omni venere alienus est, ut nullus invenustior fit. Totus haeret, trepidat, vacillat: ubi audet, cadit. (Poet. VI,6, ed. Lyon 1561, S. 324aD–bA).
Er hatte keine Fähigkeiten zur Spannungserzeugung, keinen Rhythmus und keine Genialität. Daher ist er wahrlich frei von jeglichem Liebreiz. Das ganze Werk stockt, zittert und wankt bei ihm: wo er etwas wagt, da scheitert er.
Scaliger hatte mit diesem Urteil besonders die vielfältigen Anleihen konventionalisierter Formalismen aus älteren Werken im Blick, die keine rechte Motivlage des Epos und eine geringe motivische Kohärenz erkennen ließen. Während die Haupthandlung im Stile enkomiastischer Epik linear den historischen Ereignissen folgt, werden immer wieder Episoden eingeschoben, wie die Unterweltsfahrt Scipios, die aus älteren Epen motiviert sind. Der Heldencharakter ist keine klare Entscheidung des Dichters, sondern ein Mittelweg zwischen Alexandrinischer Panegyrik im historischen Stil und einem mythologischen Helden, der unter dem Einfluss der Götter steht. Manche Forscher gehen sogar davon aus, dass Silius selbst erst während des Schreibens bewusst wurde, welche historische Bedeutung Hannibal zukomme, wobei er ihn etwa ab dem 15. Buch zunehmend an Scipio angleichen musste. In Scaligers Urteil sollten sich Vergleiche und epische Motive in ihrem Zusammenhang mit den Vorgängern messen, wobei er schließlich zu dem Urteil kommt, dass Silius innerhalb seines Katalogs guter römischer Dichter (Poet. VI,6, ed. 1561, S. 323aB–327bC: Martial, Valerius Flaccus, Statius, Juvenal, Persius, Seneca, Silius, Sulpicia, Lukan) der schwächste und vor diesem Hintergrund nicht einmal ein wirklicher Dichter gewesen sei: Quem equidem postremum bonorum poetarum existimo, quin ne poetam quidem (ed. 1561, S. 324aD).
Silius Bemühen um Verständlichkeit und rhetorische Klarheit entgegen dem ihm oft zugerechneten Manierismus entdeckte die Philologie erst in den letzten Jahrzehnten. Auch steht nun weniger der Überlieferungswert der historischen Fakten, sondern vielmehr die Vorlage und die Arbeitsweise des Dichters bei der Erstellung des Werkes selbst im Vordergrund.
Ein geflügeltes Wort aus der Punica (11,595) ist pax optima rerum: Der Friede ist das beste der Dinge.; auch: Der Friede ist das Beste, was die Natur dem Menschen bescherte. (Erasmus von Rotterdam in die Die Klage des Friedens). Es gilt als Motto des Westfälischen Friedens und findet sich auch auf dem Siegel der Christian-Albrechts-Universität zu Kiel.

## Textausgaben und Übersetzungen
- Sili Italici Pvnica , hrsg. v. Josef Delz (Bibliotheca Teubneriana). Teubner: Stuttgart 1987. ISBN 3-519-01804-7.
- Punica. Das Epos vom Zweiten Punischen Krieg (2 Bde.). Lateinischer Text mit Einleitung, Übersetzung, kurzen Erläuterungen, Eigennamenverzeichnis und Nachwort hrsg. v. Hermann Rupprecht. Stolz: Mitterfels 1991.
- Silius Italicus Punica. Latein und englisch, hrsg. und über. v. James D. Duff (2 Bde.) (Loeb Classical Library). Heinemann: London 1961. Online: Bd. 1 Bd. 2
- Silius Italicus. La Guerre punique (4 Bde.), hrsg. und übers. v. Pierre Miniconi / Josée Volpilhac-Lenthéric / Michel Martin. Les Belles Lettres: Paris 2003, (Collection des universités de France). ISBN 2-251-01251-6. (1), ISBN 2-251-01318-0 (2), ISBN 2-251-01325-3 (3), ISBN 2-251-01365-2 (4).
- Des Cajus Silius Italicus punischer Krieg: Oder, Hannibal, Berichtigt, verdeutscht und erklärt von F.H. Bothe, 5 Bände, Stuttgart, 1855–1857 (PDF).